# Partizipatives Produktivitätsmanagement
Das Partizipative Produktivitätsmanagement (PPM) ist eine vom US-amerikanischen Motivationspsychologen Robert D. Pritchard entwickelte Methode speziell zur Förderung der Arbeitsproduktivität von Teams. Dieses Produktivitätsmanagement wurde erstmals 1983 in den USA als Productivity Measurement and Enhancement System (ProMES) eingeführt und ist seitdem in einer Vielzahl von Projekten in verschiedenen Ländern erprobt und evaluiert worden.

## Einordnung des Ansatzes
Der Ansatz ist verwandt mit Methoden aus dem Qualitätsmanagement, wie der Balanced Scorecard, erweitert den Gedanken jedoch um zentrale motivationspsychologische Aspekte, wie Goal Setting, Feedback und Beteiligung von Mitarbeitern beim Entwickeln von Leistungsindikatoren. Im direkten Vergleich zwischen Balanced Scorecard und PPM muss man PPM aber sicher den Vorzug geben.

## Besonderheiten
Der Schwerpunkt der PPM-Methode liegt in der intensiven Beteiligung der Mitarbeiter bei der Ausgestaltung und Pflege des Systems und einer direkten Rückmeldung der Ergebnisse an die Arbeitsgruppe oder den einzelnen Mitarbeiter.
Eine weitere Besonderheit des PPM-Ansatzes stellen nicht-lineare Kontingenz- oder Bewertungsfunktionen dar. Sie geben an, wie viel von einem Indikator wie gut für die Gesamtzielerreichung eines Teams oder einer Organisation ist.

## Anwendung
Die PPM-Methode ist in vielen unterschiedlichen Anwendungsgebieten, Ländern und Projektgruppen erfolgreich eingesetzt worden. Die Ergebnisse zeigen, dass PPM eine stabile und erfolgreiche Methode zur Leistungssteigerung in Gruppen ist. Auch im deutschsprachigen Raum ist PPM vielfach zum Einsatz gebracht worden. Neben Projekten aus dem Bereich der Produktion liegen heute Ergebnisse aus Verkauf, Verwaltung sowie einfachen und komplexen Dienstleistungen vor. In einer neueren Studie von Roth konnte gezeigt werden, dass PPM gerade bei komplexen und wissensintensiven Dienstleistungen besonders erfolgreich ist.
In einer Metaanalyse mit insgesamt 83 Studien wurden durchschnittliche Effektstärken von d = 1,2 für weniger wissensintensive Dienstleistungen (n=30) und d = 2,4 für Projekte mit wissensintensiven Dienstleistungen (n=9) erzielt. Werte über 0,8 werden nach Cohen als starke Veränderungseffekte eingestuft. Die im Rahmen der Analyse gewonnenen Daten aus 83 Feldexperimenten mit einer Dauer von mindestens neun Monaten zeigen somit deutliche Effekte der Maßnahme. Die Metaanalyse zeigt außerdem, dass Arbeitsgruppen nach der PPM-Intervention zu den besten 10 % gehören. Diese Erfolge dauern an und sind in verschiedenen Branchen und Anwendungsgebieten, wie Handel, Verwaltung, Industrie, Dienstleistung und auch im Leistungssport möglich.
In der Metaanalyse wird deutlich herausgearbeitet, auf welche Weise ProMES zu diesen Leistungseffekten führt: Variablen, die die Wirksamkeit des Systems positiv beeinflussen, sind das Ausmaß, mit dem man sich am Originalschema zur Durchführung einer PPM-Intervention orientiert, und die Qualität des Feedbacks. Negativ wird die Wirksamkeit durch häufige Änderungen des Messsystems beeinflusst. Erstaunlich war, dass einige Größen, wie z. B. Vertrauen, Anzahl der Mitarbeiter, Fluktuation, Komplexität, Unterstützung durch das Management oder die Stabilität der Umgebung, in der ein Unternehmen agiert, die Wirksamkeit von PPM nicht beeinflussen. Fazit der Metaanalyse: Ein Unternehmen kann gemessen an seiner Produktivität zu den Besten aufschließen, wenn PPM bzw. ProMES eingesetzt wird.

### Die 6 Phasen des PPM
Gemäß der Motivationstheorie von Pritchard ist die Motivation dann am höchsten, wenn eine klare Verbindung zwischen Anstrengungen und dem Ergebnis der Anstrengungen wahrgenommen werden kann. Die Entwicklung einer solchen Verbindung und damit eines PPM Systems erfordert sechs spezifische Schritte / Phasen.
1. Entwicklungsteam
2. Sammlung der Aufgabenbereiche und Ziele
3. Erstellung der Indikatoren
4. Erstellung der Bewertungsfunktion
5. Baseline/Probephase
6. Feedback-Periode
Phase 1: Entwicklungsteam
In der ersten Phase wird ein Entwicklungsteam gebildet. Bei der Zusammensetzung solcher Gruppen ist darauf zu achten, dass eine gemeinsame Aufgabe besteht, an der alle Gruppenmitglieder mitarbeiten. In der Regel wird ein Team aus Mitarbeitern der jeweiligen Organisationseinheit (z. B. Mitarbeiter aus der Fertigung), Vertreter aus übergeordneten Führungsebenen (z. B. Meister, Abteilungsleiter) und zusätzlich ein bis zwei mit der PPM-Methodik vertraute Moderatoren zusammengesetzt.
Phase 2: Sammlung der Aufgabenbereiche und Ziele
Die Arbeitsaufnahme in dieser zweiten Phase des PPM-Systems beginnt damit, dass die Gruppe eine vollständige Liste mit den konkreten Aufgaben und Aufgabenbereichen der Mitarbeiter erstellt. Diese werden gesammelt und detailliert beschrieben. Besonders elementar ist die Vollständigkeit der Aufgaben. Ebenso, dass nur Aufgaben aufgenommen werden, die von den Mitarbeitern unmittelbar beeinflusst werden können und die Beachtung der Konsistenz mit organisationalen Zielen.
Das Ergebnis der Sammlung ist in der Regel eine umfassende Liste mit 40–60 vermischten Einträgen. Diese besteht aus Tätigkeiten, Aufgaben, Zielen und Anforderungen. Die spätere Präzisierung dieser Liste ist Bestandteil gemeinsamer Diskussion, bei der die Aufgaben zusammengefasst, strukturiert und Oberbegriffe gebildet werden. Diese Zusammenfassung der Aufgabenbereiche in Cluster ist für die nachfolgenden Phasen zwingend notwendig, denn sie bilden die Grundlage für die Erstellung von Indikatoren und Bewertungen.
Phase 3: Erstellung der Indikatoren
In dieser Phase werden die Indikatoren erstellt, an denen sich die Erreichung bestimmter Leistungen erkennen und messen lassen. Dabei dienen die Indikatoren als Messgrößen. Indikatoren bilden zudem die Grundlage für das Messsystem, damit die Bewertungsfunktion in der nächsten Phase aufgestellt werden kann. Für jeden Aufgabenbereich muss mindestens ein Indikator bestimmt werden. Nach der Bestimmung der Indikatoren werden diese von den Mitarbeitern quantifiziert. Die Quantifizierung kann dabei mengen-, qualitäts- oder auch zeitorientiert erfolgen.
Wichtige Voraussetzungen in dieser Phase sind:
- die bewusste Beeinflussbarkeit der Indikatoren seitens der Mitarbeiter,
- die Indikatoren-Ermittlung, die ohne großen Aufwand erfolgt
- die Bedeutsamkeit und Verständlichkeit der Indikatoren auf Seiten der Mitarbeiter.

Wird einer der Voraussetzungen nicht erfüllt, kann es zur Ablehnung des PPM führen und somit die Arbeitsmotivation senken.
Nachdem die Indikatoren bestimmt worden sind, erfolgt nun die erste Abstimmung mit dem Management. Hierzu ist es notwendig, dass die Indikatoren durch das Management akzeptiert und unterstützt werden, damit dieses Modell erfolgreich umgesetzt werden kann. Zudem müssen die Indikatoren in die Ziele und Planungen der Organisation eingebunden werden. Hier müssen die Indikatoren also den Zielen des Unternehmens entsprechen, denn sie stellen die Schnittstelle zwischen der strategischen und operativen Ebene der Organisation dar. Falls es zu einer erfolgreichen Abstimmung kommt, wird das PPM zu einem Navigationsinstrument zur Produktivitätssteigerung. Dabei dienen die Indikatoren als Grundlage zur Festlegung von Zielen der Mitarbeiter, an denen sie sich orientieren werden. Diese Abstimmung erfolgt nicht nur einmal, sondern wird permanent durchgeführt.
Nun erfolgt die Gewichtung der Indikatoren. Sie bildet die Grundlage für die systemische Messung der Produktivität. Durch die Gewichtung wird ein Zusammenhang zwischen der erbrachten Leistung und der Produktivität hergestellt.
Das Intervall (in diesem Zusammenhang auch Spannweite genannt), das ein Indikator einnehmen kann, ist durch drei Werte gekennzeichnet: Maximalwert (beste zu erwartende Leistung), Minimalwert (schlechteste zu erwartende Leistung) sowie der Normalwert (der Erwartungswert im Normalfall).
Nachdem die Spannweiten für alle Indikatoren festgelegt wurden, werden die Indikatoren untereinander bezüglich ihrer Wichtigkeit verglichen. Dies wird gemacht, da jeder Indikator einen unterschiedlichen Beitrag zur Gesamtproduktivität leistet, die durch die Erreichung der Unternehmensziele bewertet wird. Das Ziel besteht hierbei, dass die Bedeutsamkeit der einzelnen Indikatoren und ihre Auswirkungen auf die Produktivität der Gruppe geschätzt werden. Der Wertebereich erstreckt sich hier von −100 (negativer Einfluss) bis +100 (positiver Einfluss).

 Phase 4: Erstellung der Bewertungsfunktion
Die Indikatoren mit den zugehörigen Spannweiten und Produktivitätswerten dienen als Basis für die Erstellung der Bewertungsfunktion. Für alle Indikatoren gibt es eine Funktion. Durch die visuelle Darstellung wird ein besseres Verständnis der existierenden Zusammenhänge zwischen der Gruppenleistung und Produktivität erreicht.
Die Steigung der Funktion gibt die Bedeutsamkeit des Indikators wieder. Eine starke Steigung weist auf eine große Auswirkung von Leistungsveränderung auf diesem Indikator für die Produktivität. Eine schwache Steigung analog eine kleine Auswirkung.
Phase 5: Baseline/Probephase
In den letzten beiden Phasen soll das konzipierte System implementiert und auf die Funktionalität geprüft werden. In der Baseline bzw. Probephase wird das Konzept dem Management zur Überprüfung und Zustimmung vorgelegt. Wenn ein Konsens gefunden wurde und alle Meinungsverschiedenheiten ausgeräumt sind, kann das Messsystem als vollständig betrachtet werden und in den tatsächlichen „Praxistest“ gehen. In dieser 5. Phase werden mit Hilfe des entwickelten Systems Daten zur Produktivität gesammelt. Primäres Ziel ist es zu testen, ob die Indikatoren realistisch bewertet wurden und das System tatsächlich in der Praxis umsetzbar ist. Alle Daten werden über mehrere Wochen gesammelt, um dann zur möglichen Modifikation der Indikatorspannweiten genutzt werden zu können. Dieses Vorgehen ist sehr wichtig, da die Bemessungsmaßstäbe bis dahin in der Regel nur auf Schätzungen beruhen. Für eine gesicherte Datenbasis umfasst die Probephase in der Regel die Dauer von zwei bis drei Rückmeldeperioden. Um die Ergebnisse vor Verfälschungen zu schützen, werden in dieser Zeit den Arbeitsgruppen die gewonnenen Daten nicht mitgeteilt. Dadurch möchte man sicherstellen, dass die Arbeitsgruppe mit den Daten noch nicht arbeiten kann und alle Aufgaben erst einmal ohne Feedback erledigt werden. Auf diese Weise sollen möglichst reale und unverfälschte Produktivitätsdaten generiert werden, um eine gute Vergleichsbasis zu schaffen, an der sich eventuell schon zu diesem Zeitpunkt die durch das PPM hervorgerufene Veränderungen aufzeigen lassen.
 Phase 6: Feedback-Periode 
Am Ende der Probephase wird zeitnah ein Teammeeting durchgeführt, welches die Feedback-Periode einleitet und die erste tatsächliche Rückmeldung der gesammelten Daten beinhaltet. Hier bekommt auch jedes Teammitglied einen Rückmeldebericht für die gemeinsame Auswertung. Für die Erstellung der Feedback-Berichte werden ein oder zwei Mitglieder bestimmt, die dann gemeinsam mit dem Moderator die Daten in schriftlicher Form verfassen. Gemeinsam werden zu diesem Zeitpunkt Rohwerte ausgezählt und umgerechnet, Produktivitätspunkte und Graphiken für die einfachere Analyse erstellt.
Für die Rückmeldesitzungen ist es bedeutend, dass alle Mitglieder teilnehmen. Wichtig an dieser Stelle ist es unter anderem, den Mitarbeitern zu vermitteln, dass es bei der Datenauswertung keineswegs um eine Kontrolle der Arbeitsleistungen geht, sondern um die Herausbildung einer Grundlage für effektive Selbststeuerung.
Bei den Sitzungen wird in der Regel zunächst die Gesamtproduktivität betrachtet. Danach werden die einzelnen Werte der Indikatoren betrachtet. Hier werden Möglichkeiten zur Verbesserung der Leistungen gesucht. Der Bericht enthält die Veränderungen zur vorherigen Periode und die Erwartungswerte, die nach der Baseline festgelegt wurden. Damit werden die Verbesserungen, Verschlechterungen und die Ursachen analysiert. Um die Messperioden nicht zu lang und unübersichtlich zu gestalten, werden die Sitzungen in der Regel in einem vierzehntäglichen oder monatlichen Rhythmus durchgeführt.
Alle vorgelagerten Phasen des PPM arbeiten darauf hin, in dieser letzten Periode bestmögliche Ergebnisse zu erzielen. Denn diese beinhaltet letztendlich die Ziele und den Zweck der Implementierung eines solchen Management-Systems. Durch die regelmäßigen Feedbacks werden die Arbeitsabläufe und Produktivitätsdaten ständig evaluiert. Auf diese Weise kann durch das PPM schnell auf Veränderungen reagiert und die Produktivität angepasst und verbessert werden.